# فرانسيس شيفر
فرانسيس شيفر (بالإنجليزية: Francis Schaeffer)‏ (1912-1984 م) كان عالماً لاهوتياً إنجيلياً أمريكياً وفيلسوفاً وراعياً في الكنيسة المشيخية. وأكبر أسباب شهرته كتاباته وتأسيسه مجتمع 'لابري' ('مأوى' بالفرنسية) في سويسرا. ومعارضاً لليبرالية اللاهوتية، أيد شيفر نوعاً تقليدياً من الإيمان البروتستانتي والمذهب الافتراضي من الدفاعيات المسيحية، التي كان يعتقد أنها تجيب عن اسئلة العصر. ويرى بعض العلماء آراء شيفر مساهمة في نهوض اليمين المسيحي في الولايات المتحدة. ومن جانبها، كانت زوجة شيفر إيديث قد أصبحت مؤلفة مشهورة. وشيفر أبو المؤلف والمخرج والفنان فرانك شيفر.

## وصلات خارجية
- فرانسيس شيفر على موقع ديسكوغز (الإنجليزية)

- مجتمع لابري